# Приключения Оззи и Харриет
«Приключения Оззи и Харриет» (англ. The Adventures of Ozzie and Harriet) — длинный американский ситком, который транслировался на ABC с 3 октября 1952 года по 26 марта 1966 года, на протяжении четырнадцати сезонов. Шоу рассказывало о жизни семьи Нельсонов, а Оззи Нельсон и Харриет Нельсон исполняли в нём ведущие роли.
Ситком «Приключения Оззи и Харриет» стартовал первоначально на радио в 1944 году. Шоу продолжалось вплоть до 1954 года, произведя в общей сложности 402 серии. В 1952 году молодая сеть ABC переместила программу на телевидение, чтобы иметь уже проверенного на радио соперника против шоу уже состоявшихся к тому моменту CBS и NBC. Шоу в итоге стартовало осенью 1952 года и оставалось в эфире до 1966 года, произведя 435 серий. Серии, выпущенные до 1964 года, перешли в общественное достояние в США. В 1962 году шоу стало первой программой со сценарием, преодолевшей десятилетний рубеж в эфире. После четырнадцати сезонов в эфире это был самый продолжительный ситком в истории американского телевидения, пока в 2021 году «В Филадельфии всегда солнечно» не стартовал 15-й сезон (хотя он по-прежнему удерживает рекорд по общему количеству выпущенных серий).
«Приключения Оззи и Харриет» считаются синонимом идеальной американской семейной жизни в 1950-х годах, а также одним из знаковых шоу ABC. Шоу, однако, никогда не было полноправным хитом рейтингов, оставаясь на протяжении всего периода трансляции за пределами Топ 10. Также ситком никогда не имел успеха с «Эмми», лишь однажды, в 1953 году получив номинацию на «Лучший комедийный сериал». В 1973 году был выпущен недолго просуществовавший спин-офф шоу. Вскоре после своего завершения «Приключения Оззи и Харриет» переместились в синдикацию, оставаясь в эфире на тематических каналах в каждом из последующих десятилетий.